# تجمع سان مارتين
تجمع سان مارتين (بالفرنسية: Collectivité de Saint-Martin)‏ هي جماعة ما وراء البحار فرنسية في جزر الهند الغربية في منطقة البحر الكاريبي تشمل النصف الشمالي من جزيرة سانت مارتن وكذلك بعض الجزر المجاورة الأصغر. تفصلها قناة أنغويلا عن جزيرة أنغويلا. عاصمتها ماريجوت.

## التسمية
سمى كريستوفر كولومبوس الجزيرة تكريما للقديس مارتين التوروزي، حيث رآها لأول مرة في يوم عيده في 11 نوفمبر 1493.

## التاريخ
كانت سانت مارتن مأهولة بالهنود الحمر لقرون عديدة تشير الاكتشافات الأثرية إلى وجود بشري في الجزيرة في وقت مبكر من عام 2000 قبل الميلاد. من المرجح أن هؤلاء الأشخاص هاجروا من أمريكا الجنوبية. أقدم مجموعة تم تحديدها كانت شعب الأراواك الذين يُعتقد أنهم استقروا في الفترة من 800 قبل الميلاد إلى 300 قبل الميلاد. حوالي 1300-1400 م بدأوا في النزوح مع وصول شعب الكاريبي.

### الوصول الأوروبي

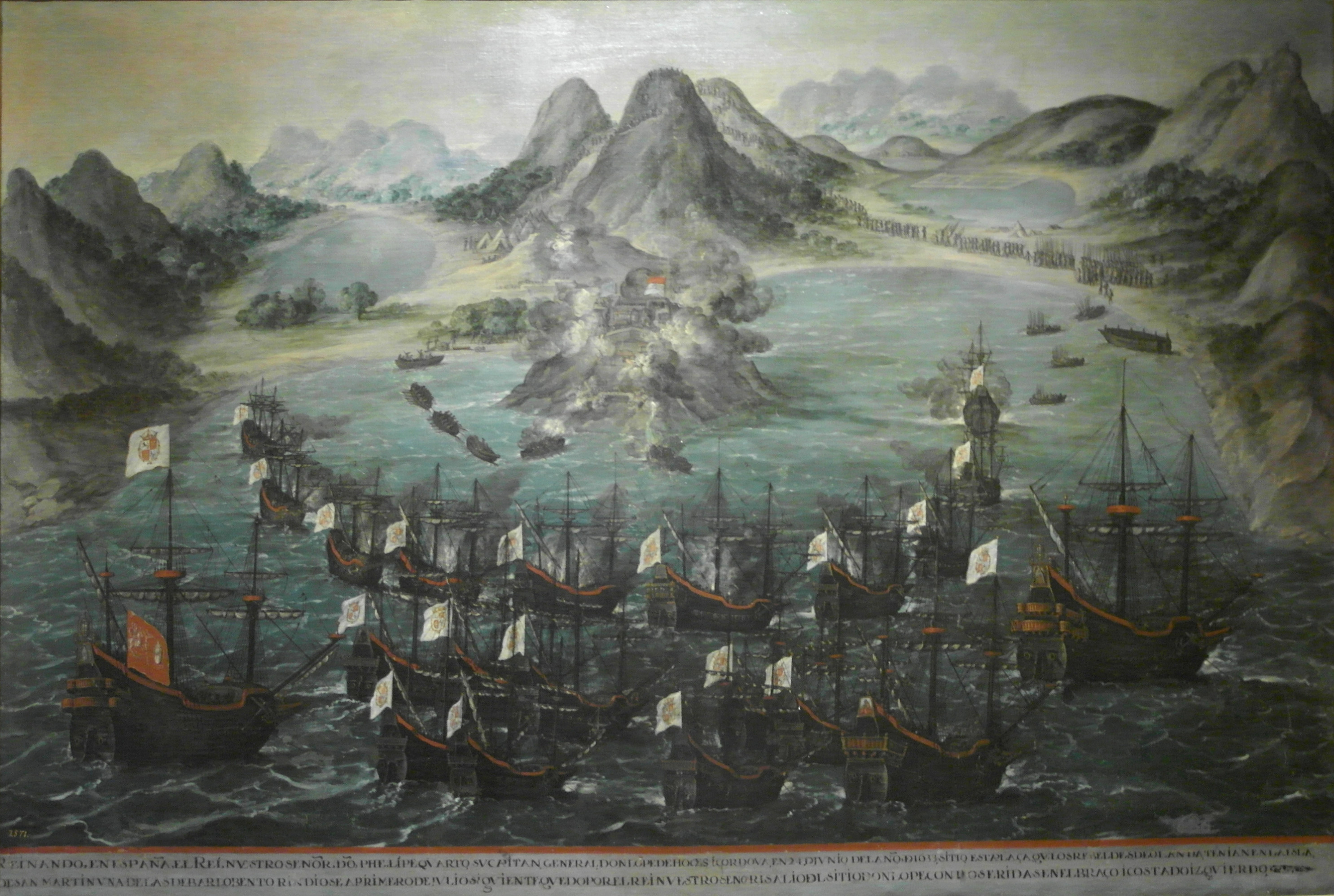
الاستيلاء الإسباني على سانت مارتن عام 1633، كما رسمه خوان دي لا كورتي

أصبحت الجزيرة بعد أن رأها كريستوفر كولومبوس إسبانية اسميًا، ولكنها أصبحت محور تنافس القوى الأوروبية، ولا سيما فرنسا وبريطانيا وهولندا. أراد الفرنسيون استعمارها لوقعها بين ترينيداد وبرمودا، وأراد الهولنديون سان مارتين لوقعها في منتصف الطريق بين مستعمرة نيو أمستردام (نيويورك حاليًا) وهولندا الجديدة. في هذه الأثناء، بدأ السكان الهنود الأمريكيون في هذه الفترة بالانخفاض بشكل حاد والموت بسبب الأمراض التي أدخلها الأوربيون التي ليس لديهم مناعة ضدها.
بنى الهولنديون حصنًا (حصن أمستردام) على الجزيرة عام 1631 ؛ أصبح جان كلازين فان كامبين أول حاكم لها وبدأت شركة الهند الغربية الهولندية باستخراج الملح من الجزيرة. كانت التوترات بين هولندا وإسبانيا عالية بالفعل بسبب حرب الثمانين عامًا المستمرة، استولى الأسبان على سانت مارتن في عام 1633 وطردوا المستعمرين الهولنديين. حاول الهولنديون بقيادة بيتر ستويفسانت استعادة السيطرة في عام 1644 لكنهم فشلوا. في عام 1648 بعد انتهاء حرب الثمانين عامًا لم يعد الإسبان يرون أي قيمة استراتيجية أو اقتصادية في الجزيرة وتخلوا عنها ببساطة.
بعد مغادرة إسبانيا سانت مارتن انتهزت هولندا وفرنسا الفرصة لإعادة إنشاء مستوطناتهم. جاء المستعمرون الهولنديون من سينت أوستاتيوس، بينما جاء الفرنسيون من سانت كيتس. أدرك كلا الجانبين، بعد بعض الصراع، أن أيًا منهما لن يغادر بسهولة، وفضلوا تجنب حرب شاملة، وقعوا معاهدة كونكورديا في عام 1648، والتي قسمت الجزيرة إلى قسمين. على الرغم من المعاهدة، لم تكن العلاقات بين الجانبين ودية دائمًا. غيرت النزاعات الحدود ستة عشر مرة بين عامي 1648 و1816. أصبحت الجزيرة بأكملها تحت السيطرة الفرنسية الكاملة من عام 1795 عندما أصبحت هولندا تحت سيطرة الإمبراطورية الفرنسية حتى عام 1815.

### القرنين الثامن عشر والتاسع عشر
بدأ الفرنسيون والهولنديون في استيراد أعداد كبيرة من العبيد الأفارقة للعمل في مزارع القطن والتبغ والسكر، والذين سرعان ما تجاوزوا عدد الأوروبيين. تعرض العبيد لمعاملة قاسية، وقاموا بحركات تمرد، وجعلت أعدادهم الهائلة من المستحيل تجاهل تمردهم. ألغى الفرنسيون العبودية في المستعمرة في عام 1848. احتج العبيد في الجانب الهولندي من الجزيرة وهددوا بالفرار إلى الجانب الفرنسي لطلب اللجوء. ثم قامت السلطات الهولندية المحلية بتحرير عبيد المستعمرة، بينما لم تلغى هولندا العبودية في جميع مستعمراتها حتى عام 1863. وفي عام 1763 دمجت سان مارتين في مستعمرة غوادلوب الفرنسية.

### القرنين العشرين والحادي والعشرين
بحلول العقود الأولى من القرن العشرين، كان اقتصاد سان مارتين في حالة سيئة، مما دفع الكثيرين إلى الهجرة. تحسنت الأمور خلال الحرب العالمية الثانية حيث بنى الأمريكيون مهبطًا للطائرات على الجانب الهولندي من الجزيرة.
أدرجت سانت مارتن (جنبًا إلى جنب مع سانت بارتليمي ) في عام 1946 رسميًا كدائرة في مقاطعة جوادلوب. بدأت السياحة في التوسع من الستينات إلى السبعينات فصاعدًا، لتصبح في النهاية القطاع المهيمن على اقتصاد سان مارتين.
ضرب إعصار لويس الجزيرة في عام 1995، مما تسبب في دمار هائل وأسفر عن مقتل 12 شخصًا. فصلت سان مارتين في عام 2007 عن جوادلوب وأصبحت تجمع إقليمي مع محافظها ومجلسها الإقليمي.
ضرب إعصار إيرما سان مارتين في 6 سبتمبر 2017؛ 95٪ من المباني على الجانب الفرنسي تضررت أو دمرت. كان النهب مشكلة في البداية، أرسلت فرنسا بعد ذلك 240 من رجال الدرك للمساعدة في السيطرة على الوضع.
زار الرئيس إيمانويل ماكرون سان مارتين في 11 سبتمبر للاطلاع على الأضرار وطمأنة السكان على دعم جهود الإغاثة. في ذلك الوقت، تم إجلاء السياح والزائرين من فرنسا (سكان البر الرئيسي) فقط من سان مارتين، مما أدى إلى شكاوى م السكان السود وذوي الأعراق المختلطة من إعطاء الأولوية للبيض. تعهد ماكرون بتقديم 50 مليون يورو من المساعدات للجزر الفرنسية وقال إن إعادة البناء ستتم بسرعة ولكن بشكل جيد للغاية. بحلول مارس 2018 أعيد تشغيل الكثير من البنية التحتية للمنطقة.

## الجغرافيا

خريطة مفصلة لسانت مارتن

تحتل سينت مارتن الجزء الجنوبي من جزيرة سانت مارتن في جزر ليوارد. تحتل الأرضي الفرنسية النصف الشمالي من الجزيرة. يحدها من الشمال قناة أنغويلا التي تفصلها عن إقليم أنغويلا البريطاني فيما وراء البحار، يقع شرقها جزيرة سان بارتيلمي الفرنسية، وفي الجنوب توجد جزيرتا سابا وسينت أوستاتيوس الهولنديتان.
تبلغ مساحة سان مارتين 53.2 كـم2 (20.5 ميل2) التضاريس جبلية بشكل عام، وأعلى قمة هو بيك باراديس على ارتفاع 424 م (1،391 قدمًا)، وهي أيضًا أعلى قمة في الجزيرة كلها. المنطقة الواقعة غرب العاصمة ماريجوت، والتي تحتوي على النصف الفرنسي من بحيرة خليج سيمبسون، أكثر انبساطًا. هناك عدد قليل من البحيرات الصغيرة في سان مارتين. الجزيرة هي جزء من منطقة شجيرات جزر ليوارد البيئية.

## السياسة

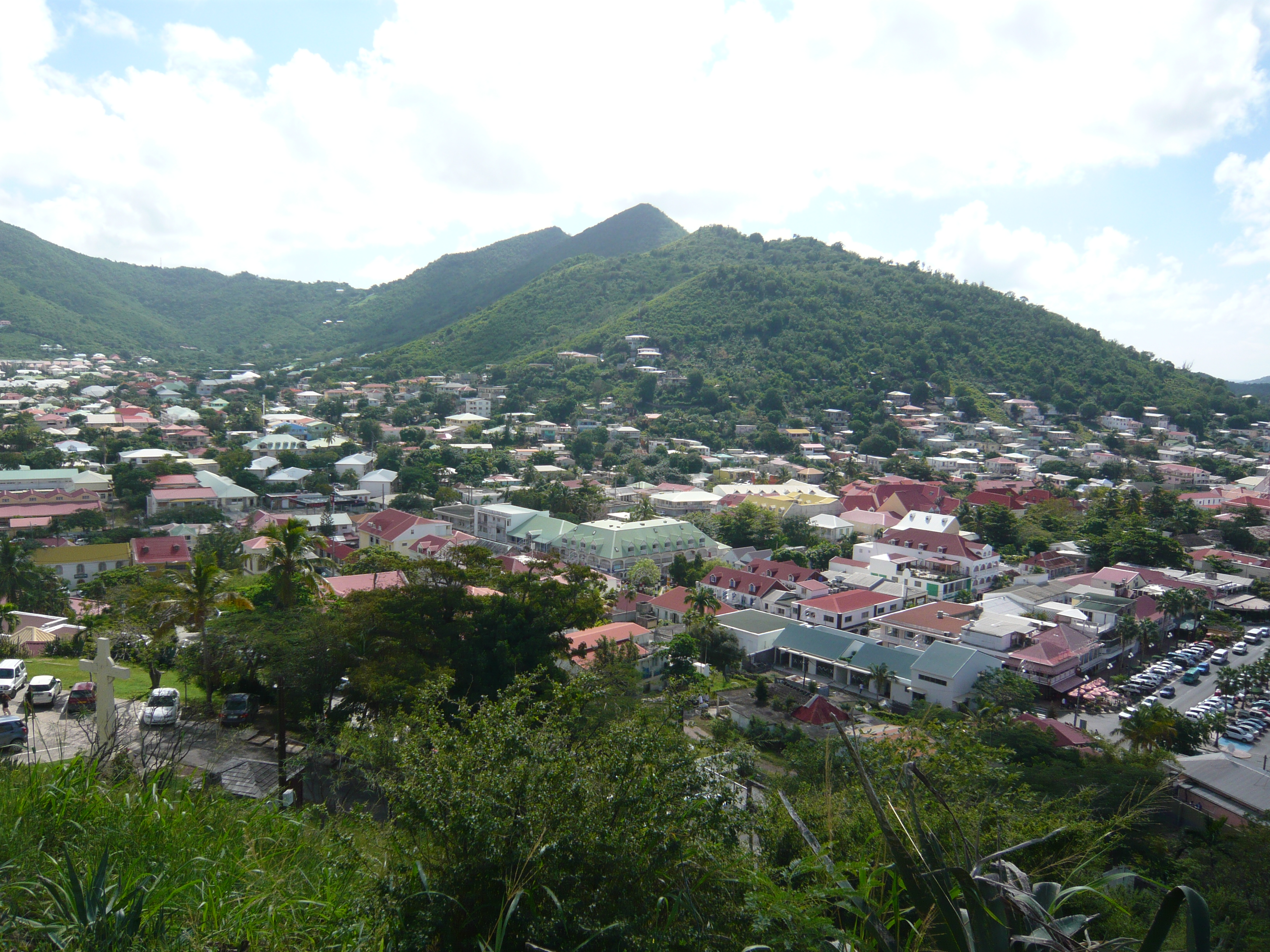
منظر للعاصمة ماريجوت من حصن سانت لويس

كانت سان مارتين لسنوات عديدة بلدية فرنسية، تابعة لغوادلوب، وهي منطقة خارجية ومقاطعة تابعة لفرنسا. صوت سكان الجزء الفرنسي من الجزيرة في عام 2003 لصالح الانفصال عن جوادلوب من أجل تشكيل جماعة منفصلة فيما وراء البحار. أقر البرلمان الفرنسي في 9 فبراير 2007 مشروع قانون يمنح الجزء الفرنسي من سان مارتين و(بشكل منفصل) سانت بارتليمي المجاورة وضع جماعة خارجية. سان مارتين جزءًا في الاتحاد الأوروبي.
دخل الهيكل الإداري الجديد حيز التنفيذ في 15 يوليو 2007 مع انعقاد الجلسة الأولى للمجلس الإقليمي (بالفرنسية: Conseil Regional)‏ تتكون هذه الهيئة من مجلس واحد من 23 عضوً، وتُجرى انتخابات كل خمس سنوات. كان لويس كونستانت فليمنج أول رئيس للمجلس الإقليمي، ولكن في 25 يوليو 2008 استقال فليمنج بعد أن أقاله مجلس الدولة لمدة عام واحد بسبب مشاكل في حملته الانتخابية عام 2007. انتُخب فرانتس غامبس رئيسًا للمجلس الإقليمي في 7 أغسطس، ولكن أعلن بطلان انتخابه في 10 أبريل 2009 وعيين دانيال جيبس رئيسًا بالنيابة للمجلس الإقليمي في 14 أبريل 2009. أعيد انتخاب غامبس في 5 مايو 2009.
رئيس الدولة هو رئيس فرنسا (حاليًا إيمانويل ماكرون )، ويمثله محليًا محافظ يعينه الرئيس بناءً على نصيحة وزير الداخلية الفرنسي. المحافظ الحالي هو سيلفي فوشر. ينتخب سان مارتين عضوًا واحدًا في مجلس الشيوخ الفرنسي وعضوًا آخر في الجمعية الوطنية الفرنسية (المنصب الأخير مشترك مع سانت بارتليمي).
توجد حاليًا حركة في سينت مارتن تهدف إلى توحيد جزيرة سينت مارتن، ذات علم خاص جديد.

## التركيبة السكانية
بلغ عدد سكان سان مارتين 32,489 نسمة وفقًا لتعداد يناير 2019، كان عدد السكان 35,334 في تعداد 2017 (ارتفاعًا من 8072 نسمة فقط في تعداد عام 1982). يرجع الانخفاض السكاني بين عامي 2017 و2019 إلى حد كبير إلى تأثير إعصار إيرما الذي ضرب الجزيرة في أوائل سبتمبر 2017 ودمر معظم بنيتها التحتية.
يعيش معظم السكان في المنطقة الساحلية في مدن ماريجوت (العاصمة) وجراند كيس وكوارتير دورليانز. معظم السكان هم من السود أو المختلطون، مع أعداد أقل من الأوروبيين والهنود.
الفرنسية هي اللغة الرسمية للإقليم. تشمل اللغات الأخرى الإنجليزية والهولندية والبابيامينتو والإسبانية. يتحدث بلهجة محلية إنجليزية في المواقف غير الرسمية على الجانبين الفرنسي والهولندي للجزيرة. يستخدم المجتمع الهايتي الكبير (7000 في عام 2000) أيضًا اللغة الكريولية الهايتية.

### الفئات العمرية
| الفئات العمرية   | رجال  | إناث   | المجموع | %      |
| ---------------- | ----- | ------ | ------- | ------ |
| المجموع          | 14191 | 16095  | 30286   | 100    |
| 0–4              | 993   | 979    | 1972    | 6.51   |
| 5–9              | 1062  | 1075   | 2137    | 7.06   |
| 10–14            | 1 154 | 1 132  | 2286    | 7.55   |
| 15–19            | 1152  | 1120   | 2 272   | 7.50   |
| 20–24            | 876   | 882    | 1758    | 5.80   |
| 25–29            | 722   | 857    | 1579    | 5.21   |
| 30–34            | 761   | 957    | 1718    | 5.67   |
| 35–39            | 766   | 1002   | 1768    | 5.84   |
| 40–44            | 785   | 990    | 1775    | 5.86   |
| 45–49            | 907   | 1106   | 2013    | 6.65   |
| 50–54            | 1006  | 1180   | 2186    | 7.22   |
| 55–59            | 1046  | 1159   | 2205    | 7.28   |
| 60–64            | 891   | 982    | 1873    | 6.18   |
| 65-69            | 732   | 823    | 1555    | 5.13   |
| 70-74            | 539   | 641    | 1180    | 3.90   |
| 75-79            | 358   | 460    | 818     | 2.70   |
| 80-84            | 237   | 351    | 588     | 1.94   |
| 85-89            | 133   | 223    | 356     | 1.18   |
| 90-94            | 53    | 119    | 172     | 0.57   |
| 95-99            | 16    | 44     | 60      | 0.20   |
| 100+             | 2     | 13     | 15      | 0.05   |
| المجموعة العمرية | رجال  | إناث   | المجموع | النسبة |
| 0–14             | 3 209 | 3 186  | 6 395   | 21.12  |
| 15–64            | 8 912 | 10 235 | 19 147  | 63.22  |
| 65+              | 2 070 | 2 674  | 4 744   | 15.66  |

### الدين
يعتنق غالبية سكان جزيرة سان مارتين المسيحية، وفي الجزء الفرنسي الكنيسة الكاثوليكية هي مذهب الأغلبية. هناك أيضًا مجموعات مسيحية أخرى في الجزيرة.

### الصحف
- Le Pelican[36]
- Faxinfo[37]
- SXMInfo.fr[38]
- Soualiga Post[39]
- St. Martin's Week[40]
- St. Martin News Network (تغطي أيضا سينت مارتن)[41]

## الاقتصاد

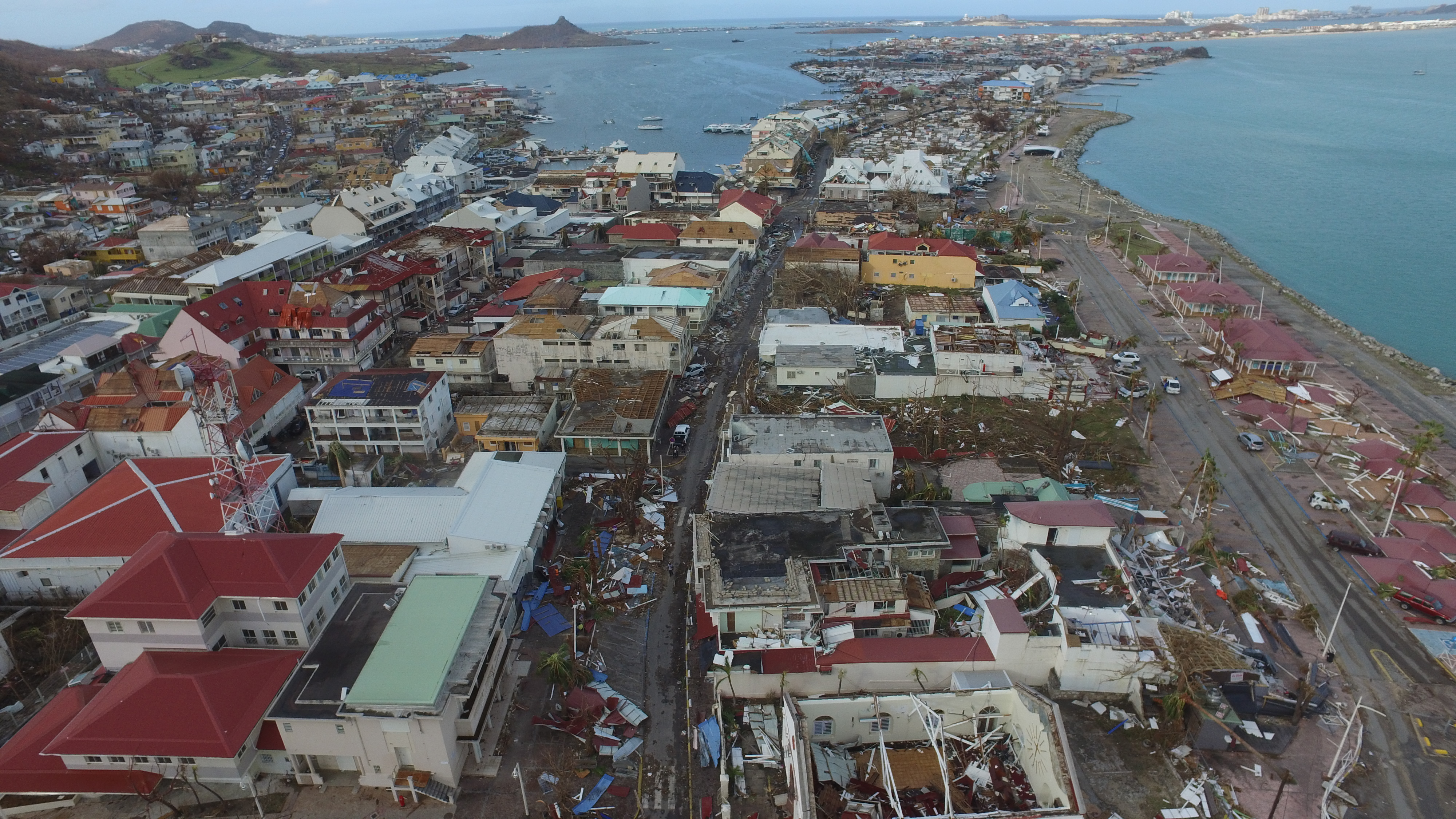
ماريجوت في عام 2017 بعد إعصار إيرما، الذي أثر بشدة على الاقتصاد المعتمد على السياحة

العملة الرسمية لسان مارتين هي اليورو بسبب تابعيتها لفرنسا، يستخدم الدولار الأمريكي أيضًا على نطاق واسع. السياحة هي النشاط الاقتصادي الرئيسي مع أكثر من مليون زائر سنويًا، يعمل حوالي 85٪ من السكان في هذا القطاع. القطاع الرئيسي الآخر هو الخدمات المالية. توجد قطاعي زراعة وصيد سمك محدودين ويتم استيراد معظم المواد الغذائية.
قدر المعهد الوطني للإحصاء والدراسات الاقتصادية أن الناتج المحلي الإجمالي الاسمي لسان مارتين بلغ 581.8 مليون يورو في عام 2014 (771.9 مليون دولار أمريكي بأسعار الصرف لعام 2014؛ 660.3 مليون دولار أمريكي بأسعار الصرف في فبراير 2022).كان نصيب الفرد من الناتج المحلي الإجمالي الاسمي في نفس العام لسان مارتين 16,572 يورو (21,987 دولارًا أمريكيًا بأسعار الصرف 2014؛ 18,806 دولارًا أمريكيًا بأسعار صرف فبراير 2022)، وهو ما يمثل نصف الناتج المحلي الإجمالي للفرد في فرنسا الأوروبية، و79٪ من نصيب الفرد من الناتج المحلي الإجمالي في جوادلوب في عام 2014. وبالمقارنة، بلغ نصيب الفرد من الناتج المحلي الإجمالي الاسمي على الجانب الهولندي من الجزيرة، سينت مارتن، 33,536 دولارًا أمريكيًا في عام 2014.

## النقل
يوجد واحد فقط في سان مارتين وهو مطار غراند كيس إسبيرانس الذي يوفر رحلات إلى غوادلوب ومارتينيك وسان بارتيلمي.
```
يعتمد السياح الدوليين على 
مطار الأميرة جوليانا الدولي
 في الجانب الهولندي من الجزيرة.
[
3
]
```